# Albert Rodenborch
Albert Rodenborch (* wohl in Rotenburg (Wümme); † 31. März 1421 oder Folgejahre in Lübeck) war ein Ratssekretär der Hansestadt Lübeck und Lübecker Domherr.

## Leben
Albert Rodenburg stammte wohl aus Rotenburg an der Wümme, worauf zunächst der Herkunftsname deutet, was nach A.C. Højberg Christensen auch durch seinen geschriebenen Dialekt bestätigt wird. Er studierte an der Universität Prag, wo er am 15. Juli 1376 zum Bakkalaureus promoviert wurde. Von 1377 bis 1385 war er als Ratssekretär für den Lübecker Rat tätig und führte das Oberstadtbuch im Wechsel mit dem Ratssekretär Johannes Vritze. Im Lübecker Niederstadtbuch nahm er nur eine Eintragung an Palmarum 1377 vor. Im Zusammenhang mit den Knochenhaueraufständen unter Hinrik Paternostermaker in Lübeck übernahm er deren Amtsrolle von 1385 in das Wettebuch der Stadt.
Nach seinem Ausscheiden als Ratssekretär übernahm er im Auftrag der in Lübeck zusammengekommenen Ratssendboten der Hansestädte im April 1386 den Auftrag, als Gesandter der Hanse nach Flandern zum Hansekontor in Brügge zu reisen, um dort die Interessen des Deutschen Kaufmanns zu vertreten.
Ab dem 27. Januar 1381 ist Rodenborch als Domherr in Lübeck nachweisbar, letztmals als Senior des Domkapitels am 26. Januar 1421. Er wurde im Lübecker Dom bestattet. Seine Grabplatte ist erhalten und  befindet sich als (extrem abgetretene) Bodengrabplatte hinter dem Hochaltarbereich des Lübecker Doms. Mit seinem Grab verbindet sich die Rabundus-Sage.